# 下野站
下野站（日语：／ Shimono eki */?）是位於石川縣白山市下野町，北陸鐵道金名線的鐵路車站（廢站）。

## 歷史
- 1926年（大正15年）2月1日：金名鐵道白山下至加賀廣瀨（後來名為廣瀨）之間開通，此站啟用。
- 1943年（昭和18年）10月13日：金名鐵道合併為北陸鐵道，成為北陸鐵道金名線車站。
- 1983年（昭和58年）10月31日：由於暴雨，使大日川橋樑橋腳周邊的基岩倒塌，大日川站至白山下之間暫停營業，此站也暫停營業。
- 1984年（昭和59年）
  - 3月11日：暫停的路段重開，此站重開。
  - 12月12日：由於手取川橋樑（日语：金名橋）處於一個危險狀態。當天起加賀一之宮至白山下之間的金名線全線暫停營業，此站也暫停營業。
- 1987年（昭和62年）4月29日：金名線在沒有重開情況下全線廢除，此站也被廢除[2]。

## 車站構造
此站是建設盛土上，設有1面1線的單式月台，月台上設有候車室。在開業時至廢除前都是無人車站。

## 現狀
遺址建設了公民館。

## 相鄰車站
北陸鐵道
金名線
大日川－下野－手取溫泉

## 注腳
1. 1 2 3  RM LIBRARY 231 北陸鉄道金名線（寺田裕一，著：Neko出版　2018年11月1日初版）p.34 - 35
2. ↑  今尾惠介. . 日本: 新潮社. 2008年10月18日: 32. ISBN 9784107900241.

## 相關項目
- 日本鐵路車站列表 Shi